# アイドル・フォー
アイドル・フォー（Idol Four）は、1960年代から1970年代に活動した日本の音楽グループである。

## 概要
ムード歌謡やコミックソングを主として歌っていた。
略称はアホー。同グループの後身として、ボギー・ペースが挙げられる。
1968年2月1日に結成。
結成時のメンバーは前村明（後に前村昭に改名）、藤井節、山田昌、大月純の4人。
1974年に藤井、山田、大月が脱退した後は、日の出五郎、瞳笑二、大川ひろしが加入し活動を存続していた。

## メンバー
- 前村明（鹿児島県鹿屋市、誕 1940年3月15日 -、ベース担当）
- 日の出五郎（愛媛県、誕 1941年7月13日 -、ドラム担当）
- 瞳笑二（山形県、誕 1943年1月10日 -、ギター担当）
- 大川ひろし（神奈川県川崎市、誕 1942年1月5日 -、ギター担当）

### 旧メンバー
- 藤井節
- 山田昌
- 大月純

## 作品

### シングル
| 発売日           | 規格             | 規格品番         | 面               | タイトル             | 作詞             | 作曲             | 編曲             |
| テイチクレコード | テイチクレコード | テイチクレコード | テイチクレコード | テイチクレコード     | テイチクレコード | テイチクレコード | テイチクレコード |
| ---------------- | ---------------- | ---------------- | ---------------- | -------------------- | ---------------- | ---------------- | ---------------- |
| 1970年6月        | EP               | SN-955           | A                | あの娘ちゃん         |                  |                  |                  |
| 1970年6月        | EP               | SN-955           | B                | 君とくらしたい       |                  |                  |                  |
| 東宝レコード     |                  |                  |                  |                      |                  |                  |                  |
| 1971年6月        | EP               | AS-1065          | A                | お尻の歌だもんネ     | はかま満緒       | 銀座ふみたおし   | 六本木はなつまみ |
| 1971年6月        | EP               | AS-1065          | B                | 悦子                 | 前村昭           | 藤井節           | 高原哲           |
| ユニオンレコード |                  |                  |                  |                      |                  |                  |                  |
| 1971年10月       | EP               | KU-618           | A                | 天才バカボン         | 東京ムービー企画 | 渡辺岳夫         | 松山祐士         |
| 1971年10月       | EP               | KU-618           | B                | バカボンのパパ       | 赤塚不二夫       | 敏トシ           | 竹田由彦         |
| 東芝EMI          |                  |                  |                  |                      |                  |                  |                  |
| 1974年10月20日   | EP               | TP-20065         | A                | 女みれん町           | 高原美湖         | 林あきら         | 竜崎孝路         |
| 1974年10月20日   | EP               | TP-20065         | B                | またお逢いしましたね | 高原美湖         | 林あきら         | 竜崎孝路         |
| 1975年           | EP               | TP-20131         | A                | 兄妹ですか           |                  |                  |                  |
| 1975年           | EP               | TP-20131         | B                | 七日目の女           |                  |                  |                  |